# J.P. Pettersson

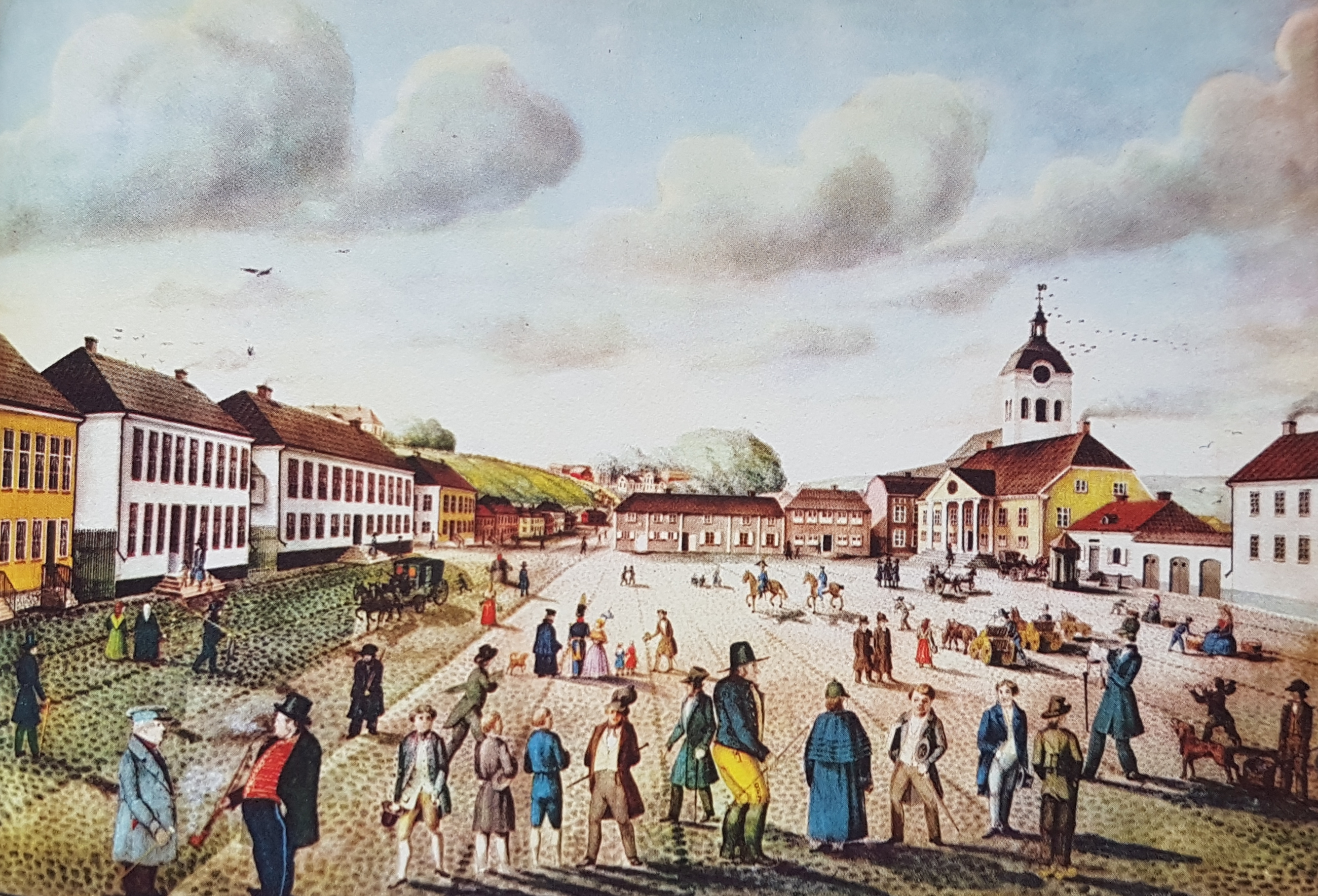
Växjö torg målat av J.P. Pettersson, bland personerna på torget har han infogat Esaias Tegnér, Pottetorpa herre och andra lokala kändisar.

J.P. Pettersson, troligen identisk med Johan Peter Pettersson, död 1867 i Marbäck, Jönköpings län, var en svensk litograf, tecknare, målare och före detta musiklärare.
Enligt bevarade skrifter bosatte han sig i Kalmar omkring 1839 där han etablerar en  litografisk ateljé och ett stentryckeri. Under sina år i Kalmar utför han flera teckningar som bland annat publiceras i Tjenstemän vid församlingarne och läroverken uti Kalmar stift. Han porträtterade bland annat Nils Isak Löfgren som uttalar en förhoppning om att ortens många naturskönheter och märkliga byggnader skall bli avbildade av Pettersson. I slutet av 1840-talet var han verksam i Växjö där han 1847 annonserar i Nya Wexjö-Bladet  att han utför tryckning av vignerat brevpapper, porträtt och litografier. Bland hans alster märks ett antal stadsmotiv från Kalmar, Växjö, Karlskrona, Karlshamn och Ronneby litograferade som brevhuvud på brevpapper, porträtt och landskapsskildringar. Han utgav 1861 en Praktisk handledning vid fortepianos stämning. Pettersson är representerad vid bland annat Nationalmuseum med tre litografier med Kalmarmotiv och med en akvarell vid Örebro läns museum samt en akvarell vid Smålands museum.